# Färichhorn
Färichhorn är en bergstopp i Schweiz.   Den ligger i distriktet Visp och kantonen Valais, i den södra delen av landet, 90 km söder om huvudstaden Bern. Toppen på Färichhorn är 3 290 meter över havet, eller 269 meter över den omgivande terrängen. Bredden vid basen är 1,0 km.
Terrängen runt Färichhorn är huvudsakligen mycket bergig. Närmaste större samhälle är Visp, 15,4 km norr om Färichhorn. 
Trakten runt Färichhorn består i huvudsak av gräsmarker. Runt Färichhorn är det ganska glesbefolkat, med 23 invånare per kvadratkilometer.